# Davide Longo
Davide Longo (Carmagnola, 1971) è uno scrittore e sceneggiatore italiano.

## Biografia
Nato a Carmagnola nel 1971, vive e lavora a Torino dove insegna scrittura alla scuola Holden. 
Nel 2001 ha pubblicato per Marcos y Marcos il romanzo Un mattino a Irgalem con il quale ha vinto il Premio Grinzane opera prima e il Premio Via Po. Dello stesso anno è il libro per bambini Il laboratorio di Pinot.
Nel 2004 è uscito il suo secondo romanzo il Mangiatore di pietre (Marcos y Marcos), Premio Bergamo e "Premio Viadana". Dal romanzo è stato tratto un film omonimo uscito nelle sale nel luglio del 2019 e presentato lo stesso anno alla XVIII edizione del Festival del cinema di Porretta Terme.
Nel 2007 ha curato per Einaudi l’antologia Racconti di montagna, mentre tutti i suoi libri per bambini, tra cui La vita a un tratto e La montagna pirata con l’artista Fausto Gilberti, sono pubblicati da Corraini Edizioni.  
Longo è anche regista di documentari (Carmagnola che resiste, Memorie dell’altoforno), autore di testi teatrali (Pietro fuoco e cobalto, Il lavoro cantato, Ballata di un amore italiano, About Fenoglio) e autore radiofonico per RadioRai (Centolire, Luoghi non comuni). Ha scritto per Repubblica, Avvenire, Slow Food, Donna, GQ, Travel, Alp, il quotidiano olandese Ncr.next e la rivista tedesca ADAC. Del 2006 è La vita a un tratto, ed. Corraini. Nel 2007 ha curato per Einaudi l’antologia Racconti di montagna, e pubblicato per Corraini il libro E più non dimandare, realizzato con il pittore Valerio Berruti. 
Nel gennaio 2010 è uscito per l’editore Fandango il suo terzo romanzo L’uomo verticale, vincitore del Premio dei Lettori di Lucca. Nell’estate dello stesso anno il volume Il signor Mario, Bach e i settanta (Keller Editore). 
Nel 2011 è uscito il romanzo Ballata di un amore italiano. Nel 2014 pubblica Il caso Bramard, il primo romanzo della serie di Bramard e Arcadipane, seguito da Così giocano le bestie giovani del 2018 e Una rabbia semplice del 2021. Nel 2022 ha pubblicato il quarto episodio di Bramard e Arcadipane, La vita paga il sabato, cui ha fatto seguito nel 2023  Requiem di provincia,
Nel 2025 pubblica un nuovo caso per Bramard ed Arcadipane, "La donna della mansarda" 
Nel 2018 ha scritto la sceneggiatura del film Il mangiatore di pietre, interpretato da Luigi Lo Cascio.
 Insegna scrittura presso la "Scuola Holden" di Torino ed i suoi libri sono tradotti in molti paesi.

## Opere
- Un mattino a Irgalem, Marcos y Marcos, 2001.
- Il mangiatore di pietre, Marcos y Marcos, 2004.
- Racconti di montagna, Einaudi, 2007.
- Il signor Mario, Bach e i Settanta, Keller, 2010.
- L'uomo verticale, Fandango, 2010.
- Ballata di un amore italiano, Feltrinelli, 2011.
- Maestro Utrecht, Milano, NN editore, 2016, ISBN 9788899253219.

### Serie di gialli con Bramard e Arcadipane
- Il caso Bramard, Feltrinelli, 2014 - Einaudi, 2021, ISBN 9788806248130
- Le bestie giovani, Feltrinelli, 2018 - Einaudi, 2021 (vecchio titolo: Così giocano le bestie giovani), ISBN 978-8806248123
- Una rabbia semplice, Einaudi, 2021, ISBN 9788806248147
- La vita paga il sabato, Einaudi, 2022, ISBN 9788806252786
- Requiem di provincia, Einaudi, 2023, ISBN 9788806259341
- La donna della mansarda, Einaudi, 2025, ISBN 9788806266738

### Libri per ragazzi
- La vita a un tratto, Corraini edizioni, 2006, ISBN  9788875700386
- E più non dimandare, Corraini edizioni, 2007 (con il pittore Valerio Berruti), ISBN 9788875701482
- Pirulin senza parole, Corraini edizioni, 2008, ISBN 9788875701611
- Le nozze di Cana, Effatà, 2014, ISBN 9788874029945
- La montagna pirata, Corraini edizioni, 2019 (con l'artista Fausto Gilberti), ISBN 9788875708016
- Flora, fauna e altre vite, Corraini edizioni, 2019 (libro scaricabile in pdf dal sito ufficiale)
- Montagna si scrive stampatello, Salani, 2023, ISBN 9788831015677
- Breve storia che ogni bambino può leggere a un vignaiolo indipendente e viceversa, Corraini edizioni, 2023, ISBN 9791254930717
- Il gioco della salamandra, Mondadori, 2024, ISBN 9788804774860

### Raccolte
- Scritture giovani, Corraini edizioni, 2002
- Dieci decimi (10 racconti, Holden Maps, 2003)
- Schema libero (20 racconti sul calcio mondiale, Gazzetta dello Sport, 2003)
- FAQ domande e risposte sulla narrazione (Holden Maps, 2004)
- Deandreide (14 racconti su Fabrizio De Andrè, Bur, 2006)
- La passione del racconto. Sei autori per il Sacro Monte di Varallo (Holden Art, 2008)
- Era l'anno dei Mondiali (Antologia di racconti, AA.VV, Corriere della Sera, 2010)
- Di Orta un Po (Antologia di racconti, AA.VV, Interlinea, 2011)
- Ti vengo a cercare. Interviste impossibili (Einaudi, 2011)